# Birgit Bramsbäck
Birgit Maria Hermine Bramsbäck, född 8 december 1921 i Vimmerby, död 5 maj 1995 i Uppsala, var en svensk språk- och litteraturvetare.
Bramsbäck, som var dotter till folkskollärare Herman Johansson och småskollärare Ida Nordman, blev filosofie magister 1943, filosofie licentiat 1949, docent 1950 och filosofie doktor i Uppsala 1951. Hon var lärarvikarie 1943–1949, amanuens på engelska institutionen vid Uppsala universitet 1946 och 1950, svensk lektor vid University College Dublin 1951–1954, docent i engelska språket och engelskspråkig, särskilt anglo-irisk, litteratur 1950–1961, extra universitetslektor vid Uppsala universitet 1954–1955 och 1962–1965, vid Göteborgs universitet 1961–1962, universitetslektor vid Uppsala universitet 1965–1987, tillförordnad professor i engelska språket och litteraturen 1960, 1966, 1968 och 1972–1974, examinator i forn-, medel- och nyiriska, föreståndare för Irish Institute från 1954 och för Keltiska avdelningen från 1970 (vid engelska institutionen i Uppsala) och universitetslektor i Uppsala från 1965.
Bramsbäck var styrelseledamot i Sveriges docentförbund 1962–1964, universitetslärarförbundet, ordförande i Uppsala docentförening 1961–1964, sekreterare i Svensk-finska James Joyce-sällskapet 1977–1983, förste vice ordförande i Delta Kappa Gamma International Epsilon Chapter i Uppsala, ledamot av styrelsen för engelska institutionen i Uppsala 1976–1977, 1980–1983 och 1983–1987, fellow från 1977, deputy director general i International Biographical Association från 1987 och styrelseledamot i International Association for the Study of Anglo-Irish Literature från 1969.
Bramsbäck författade skrifter inom områdena engelskspråkig, särskilt irländsk litteratur och keltologi; The Interpretation of the Cuchulain Legend in the Works of W.B. Yeats (dissertation, 1950), James Stephens; A Bibliographical and Literary Study (1959), Folklore and W.B. Yeats (1984) samt artiklar i lärda tidskrifter och översättningar från irländska. Hon tilldelades medalj för nit och redlighet i rikets tjänst 1979 och professors namn samma år. Hon blev hedersdoktor i litteratur vid National University of Ireland 1981 och tilldelades samma titel av The Marquis Guiseppe Scicluna International University Foundation. 